# Karttorpstjärnen
Karttorpstjärnen är en sjö i Torsby kommun i Värmland och ingår i Göta älvs huvudavrinningsområde. Sjön är 14,3 meter djup, har en yta på 0,0574 kvadratkilometer och är belägen 329,9 meter över havet.

## Delavrinningsområde
Karttorpstjärnen ingår i det delavrinningsområde (667349-131981) som SMHI kallar för Utloppet av Lomsen. Medelhöjden är 348 meter över havet och ytan är 21,64 kvadratkilometer. Räknas de 3 avrinningsområdena uppströms in blir den ackumulerade arean 57,45 kvadratkilometer. Vaggeälven (Kivilampälven) som avvattnar avrinningsområdet har biflödesordning 3, vilket innebär att vattnet flödar genom totalt 3 vattendrag innan det når havet efter 365 kilometer. Avrinningsområdet består mestadels av skog (75 procent). Avrinningsområdet har 1,91 kvadratkilometer vattenytor vilket ger det en sjöprocent på 8,8 procent.